# Robert Webb (acteur)
Robert Webb (Woodhall Spa, 29 september 1972) is een Engelse komiek, acteur en schrijver, en de helft van het duo "Mitchell and Webb", naast David Mitchell.

## Levensloop
Webb komt oorspronkelijk uit het dorpje Woodhall Spa in Lincolnshire. Zijn ouders scheidden toen hij jong was. Als kind werd hij "enorm verwend". Hij ging naar de Queen Elizabeth's Grammar School in Horncastle. In zijn voor-examenjaar stierf zijn moeder aan borstkanker, en Webb ging bij zijn vader wonen. Toen hij 20 jaar was, na zijn A-levels, werd hij toegelaten tot Robinson College aan de Universiteit van Cambridge. Hij studeerde hier Engels en was lid van de Cambridge Footlights. Hij ontmoette Mitchell in 1993 tijdens een productie van Assepoester van deze groep. Na zijn studie bleef hij in Cambridge wonen, waar hij parttime werkte in een bioscoop, wachtend op het afstuderen van Mitchell, een jaar later.
Webb trouwde in 2007 met comédienne Abigail Burdess. Ze hebben twee kinderen en wonen, net als Mitchell, in Kilburn.

## Carrière
Samen met Mitchell verscheen hij vijf jaar lang in de sitcom Peep Show van Channel 4. Hij schreef en speelde in een aflevering van Twisted Tales van BBC Three (2005), een seizoen The Mitchell and Webb Situation (2001) van Play UK, drie seizoenen van het BBC Radio 4 sketch-programma That Mitchell and Webb Sound (2003, 2005, 2007), twee seizoenen van That Mitchell and Webb Look (2006 en 2008). Ook speelde hij in de film Magicians en deed hij een aantal programma's op de Edinburgh Fringe.
Het duo schreef en acteerde voor de serie Bruiser, voor Alexander Armstrong en Ben Miller, en seizoen 2 van Big Train. Ze werken vaak samen met Olivia Colman, die speelde in Peep Show, That Mitchell and Webb Sound en Bruiser. Webb speelde 'Mac' in de Britse versie van de 'Get a Mac'-advertentie van Apple Inc..
Webb verscheen ook in twee seizoenen van de BBC Three-sitcom The Smoking Room (2004) en de sketch-show Concrete Cow voor BBC Radio 4. In 2005 speelde hij in de sitcom Blessed, die geschreven werd door Ben Elton.
Een achtste seizoen van Peep Show is uitgezonden en het negende seizoen in 2015. Ook speelde hij in de film Back (2017). In 2023 trad de Britse acteur op in de Brits-Franse komische misdaadserie Death in Paradise, in de rol van Justin West.
- Bibsys: 11021423
- Bibliothèque nationale de France: cb16712005m (data)
- CiNii: DA19806053
- Gemeinsame Normdatei: 1220639346
- International Standard Name Identifier: 0000 0000 5103 1449
- Library of Congress Control Number: no2008180497
- MusicBrainz: 0d3e971b-8b28-4b39-96b6-9d28e603cdf0
- Bibliotheek van het Japanse parlement: 031356150
- Nationale Bibliotheek van Tsjechië: xx0239407
- Nederlandse Thesaurus van Auteursnamen: 334539722
- Réseau des bibliothèques de Suisse occidentale: 02-A028803412
- Istituto Centrale per il Catalogo Unico: RAVV541223
- Système universitaire de documentation: 139871470
- Virtual International Authority File: 26896101
- WorldCat: E39PBJhd8fWy7YjQ7MMRdJRHYP